# François-Xavier Coquin
Pour les articles homonymes, voir Coquin.
François-Xavier Coquin, né le 27 janvier 1931 à La Roche-sur-Yon et mort le 13 juillet 2022 à Saint-Mandé, est un historien français spécialiste de l'histoire de la Russie contemporaine.

## Biographie
François-Xavier Coquin est élève de l'École normale supérieure (1951-1956), agrégé d'histoire (1955), licencié de russe (1956), pensionnaire de la Fondation Thiers (1959-1962), attaché de recherche au CNRS (1962-1963), assistant, puis maître-assistant à la Sorbonne (1963-1969), docteur ès lettres de la Sorbonne (1969), professeur d'histoire contemporaine à l'université de Reims (1969-1976) et maître de recherche au CNRS (1972-1975). Il parle couramment le français, l'italien, l'allemand et le russe, avec un très bon niveau d'anglais.
Il est membre de la Commission internationale d'histoire des Slaves depuis 1969, ainsi que professeur d'histoire des Slaves à l'Université Paris-1 Panthéon-Sorbonne et directeur du centre de recherches sur l'histoire des Slaves depuis 1976. De 1993 à 2001, il a été titulaire de la chaire d'histoire moderne et contemporaine du monde russe au Collège de France.
Il est membre des comités de rédaction de la Revue d'études comparatives Est-Ouest (Revue de l'Est) et de la Revue des études slaves.

## Travaux
- Si vous ne connaissez pas le sujet, laissez ce bandeau (vous pouvez alors contacter les auteurs).
- Si vous supprimez le contenu mis en cause (vous pouvez préalablement contacter les auteurs),

argumentez précisément cette suppression dans la page de discussion
(un manque de référence n'est pas un argument ; une recherche réelle de référence doit avoir été effectuée, être formellement documentée).
Esprit indépendant, éloigné des querelles de chapelles et peu enclin à la médiatisation, ses ouvrages ont obtenu beaucoup de succès auprès des historiens du fait de la richesse et la variété de ses publications. Fort de sa vaste culture, François-Xavier Coquin était reconnu et apprécié par les historiens du monde russe dans de très nombreux pays comme un de leurs plus éminents spécialistes, en particulier parmi ses pairs enseignants et chercheurs en Russie même, oeuvrant pour une histoire indépendante, contradictoire et objective, et non pas accusatrice ou partisane. Il était particulièrement apprécié en Russie pour la finesse, la profondeur et la justesse de ses analyses concernant l'histoire de ce pays et de ses révolutions. Outre des écrits sur les pays slaves et sur des sujets plus vastes (l'affaire Dreyfus dans Les Échos de l'Affaire Dreyfus en Russie, le nazisme et le communisme dans Réflexions sur l’assimilation du stalinisme à l’hitlérisme), sa thèse La Sibérie : peuplement et immigration paysanne au XIXe siècle est à ranger parmi les grands classiques sur l'expansion territoriale des paysans russes en Europe. Son dernier ouvrage Combats pour l'Histoire russe est un recueil de quinze contributions qui puise aux sources russes originales et constitue son testament scientifique. 

## Publications
- La Révolution russe, Paris, PUF, coll. « Que sais-je ? », 1962, 128 pages[3]. Réédition en 2005, éditions Les bons caractères, Paris[4], 142 p.
- La Sibérie : peuplement et immigration paysanne au XIXe siècle, Paris, Institut d'Études Slaves, 1969, 789 pages[5].
- La Grande Commission Législative (1767-1768) : les cahiers de doléances urbains, Paris, Publication de la Faculté des Lettres et Sciences Humaines de Paris-Sorbonne, 1972, 258 pages.
- La Révolution de 1917, Paris, PUF, coll. « Dossiers Clio », 1974, 96 pages.
- 1905 : la révolution russe manquée, Bruxelles, éd. Complexe, coll. « La mémoire du siècle », 1985, 216 pages[6].
- 1905 : La première révolution russe, Paris, Publications de la Sorbonne et Institut d'Études Slaves, 1986, 568 pages.
- Réflexions en marge d'une "confession" : la Confession de Bakounine, Revue Historique, tome 280 - fascicule 2 (568), pp. 493-520, octobre-décembre 1988.
- L'image de Lénine dans l'iconographie révolutionnaire et post-révolutionnaire, Annales (EHESS) Histoire, Sciences Sociales, mars-avril 1989.
- Des pères du peuple au père des peuples : la Russie de 1825 à 1929, Paris, Sedes, coll. « Regards sur l'histoire », 1991, 483 pages.
- Les Échos de l'Affaire Dreyfus en Russie dans L'Affaire Dreyfus et l'opinion publique, Rennes PUR, 1995.
- avec M. Maslowsky, Mickiewicz, la France et l'Europe, Paris, Institut d'Études slaves et Maison des Sciences de l'Homme, 2002.
- Réflexions sur l’assimilation du stalinisme à l’hitlérisme, Revue Europe, 2006, janvier-févier, p. 283-307.
- Préface de Natalia Narotchnitskaïa, Que reste-t-il de notre victoire ? - Russie-Occident : le malentendu, 213p., 2008
- Combats pour l'histoire Russe, Ed. L'âge d'homme, 400 p., mars 2011  (ISBN 978-2-8251-4062-8)